# Strade Bianche feminina de 2019
A 5.ª edição da Strade Bianche feminina  disputou-se a 9 de março de 2019 sobre um percurso de 136 km com início e final na cidade de Siena, Itália.
A carreira fez parte do UCI WorldTour Feminino de 2019 como concorrência de categoria 1.wwT do calendário ciclístico de máximo nível mundial, sendo a primeira carreira de dito circuito e foi vencida pela ciclista neerlandesa Annemiek van Vleuten da equipa Mitchelton-Scott. O pódio completaram-no a ciclista dinamarquesa Annika Langvad da equipa Boels-Dolmans e a ciclista polaca Katarzyna Niewiadoma da equipa Canyon SRAM Racing.

## Percorrido
A carreira iniciou e finalizou na cidade de Siena com um percurso realizado na sua totalidade no sul da província de Siena, na Toscana. A carreira é especialmente conhecida pelos seus caminhos de terra branca (strade bianche ou sterrati).
Ao todo, serão 31,6 quilómetros os que, divididos em oito sectores cobertos de gravilha (sterrati) que representaram uma distância realmente chamativa para uma carreira disputada sobre uma distância total de 136 quilómetros.
A carreira terminará como em anos anteriores na famosa Piazza del Campo de Siena, após uma estreita ascensão empredada na Via Santa Catarina, no coração da cidade medieval, com trechos de até 16% de pendente.
Sectores de caminhos de terra:
| Número | Nome                  | Localização         | Comprimento (m) | Categoria     |
| ------ | --------------------- | ------------------- | --------------- | ------------- |
| 1      | Vidritta              | km 17,6 - km 19,7   | 2.100           | *             |
| 2      | Bagnaia               | km 25 - km 30,8     | 5.800           | *             |
| 3      | Radi                  | km 36,9 - km 41,3   | 4.400           | * · * · *     |
| 4      | Str. Comune di Murlo  | km 38,5 - km 44     | 5.500           | *             |
| 5      | San Martino in Grania | km 67,5 - km 77     | 9.500           | * · * · *     |
| 6      | Monteaperti           | km 111,3 - km 112,1 | 800             | *             |
| 7      | Colle Pinzuto         | km 116,6 - km 119   | 2.400           | * · * · * · * |
| 8      | Le Tolfe              | km 123,0 - km 124,1 | 1.100           | * · * · *     |

## Equipas participantes
Tomaram parte na carreira um total de 21 equipas convidadas pela organização, todos eles de categoria UCI Team Feminino.
| Equipes femininas profissionais (21)- Alé Cipollini - Aromitalia Vaiano - BePink - Bigla - Boels Dolmans - BTC City Ljubljana - Canyon-SRAM Racing - CCC-Liv - Eurotarget-Bianchi-Vitasana - FDJ-Nouvelle Aquitaine-Futuroscope - Lotto Soudal Ladies - Mitchelton-Scott - Movistar Team - Servetto-Piumate-Beltrami TSA - Sunweb Women - Tibco-Silicon Valley Bank - Top Girls Fassa Bortolo - Trek-Segafredo - Valcar Cylance - Virtu Cycling Women - WNT-Rotor Pro Cycling |
| |

## Classificações finais
As classificações finalizaram da seguinte forma:

### Classificação geral
| \| Classificação geral \| Classificação geral \| Classificação geral \| Classificação geral \| Classificação geral \| \| Ciclista \| Ciclista \| Equipe \| Tempo \| \| \| ------------------- \| ---------------------- \| ------------------- \| ------------------- \| ------------------- \| \| 1. \| Annemiek van Vleuten \| Mitchelton-Scott \| 3h48m49s \| \| \| 2. \| Annika Langvad \| Boels Dolmans \| + 37s \| \| \| 3. \| Katarzyna Niewiadoma \| Canyon-SRAM Racing \| + 40s \| \| \| 4. \| Marta Bastianelli \| Virtu Cycling Women \| + 44s \| \| \| 5. \| Cecilie Uttrup Ludwig \| Bigla \| + 44s \| \| \| 6. \| Ashleigh Moolman Pasio \| CCC-Liv \| + 51s \| \| \| 7. \| Marianne Vos \| CCC-Liv \| + 52s \| \| \| 8. \| Janneke Ensing \| Sunweb \| + 54s \| \| \| 9. \| Anna van der Breggen \| Boels Dolmans \| + 1m28s \| \| \| 10. \| Chantal Blaak \| Boels Dolmans \| + 1m50s \| \| |                        |                     |          |
| |                        |                     |          |
| Fonte: ProCyclingStats |                        |                     |          |
| Classificação geral |                        |                     |          |
| Ciclista | Ciclista               | Equipe              | Tempo    |
| 1. | Annemiek van Vleuten   | Mitchelton-Scott    | 3h48m49s |
| 2. | Annika Langvad         | Boels Dolmans       | + 37s    |
| 3. | Katarzyna Niewiadoma   | Canyon-SRAM Racing  | + 40s    |
| 4. | Marta Bastianelli      | Virtu Cycling Women | + 44s    |
| 5. | Cecilie Uttrup Ludwig  | Bigla               | + 44s    |
| 6. | Ashleigh Moolman Pasio | CCC-Liv             | + 51s    |
| 7. | Marianne Vos           | CCC-Liv             | + 52s    |
| 8. | Janneke Ensing         | Sunweb              | + 54s    |
| 9. | Anna van der Breggen   | Boels Dolmans       | + 1m28s  |
| 10. | Chantal Blaak          | Boels Dolmans       | + 1m50s  |

## Ciclistas participantes e posições finais
| Boels Dolmans DLT | Boels Dolmans DLT                    | Boels Dolmans DLT |
| ----------------- | ------------------------------------ | ----------------- |
| Num               | Ciclista                             | Pos               |
| 1                 | Anna van der Breggen (NED) (estrada) | 9.                |
| 2                 | Chantal Blaak (NED)                  | 10.               |
| 3                 | Karol-Ann Canuel (CAN)               | 34.               |
| 4                 | Jip van den Bos (NED)                | 35.               |
| 5                 | Annika Langvad (DEN)                 | 2.                |
| 6                 | Christine Majerus (LUX) (estrada)    | HD                |

| Alé Cipollini ALE | Alé Cipollini ALE            | Alé Cipollini ALE |
| ----------------- | ---------------------------- | ----------------- |
| Num               | Ciclista                     | Pos               |
| 11                | Nadia Quagliotto (ITA)       | DNF               |
| 12                | Romy Kasper (GER)            | 32.               |
| 13                | Diana Peñuela (COL)          | HD                |
| 14                | Soraya Paladin (ITA)         | 14.               |
| 15                | Jelena Erić (SRB)            | HD                |
| 16                | Eri Yonamine (JPN) (estrada) | 13.               |

| Aromitalia Vaiano VAI | Aromitalia Vaiano VAI          | Aromitalia Vaiano VAI |
| --------------------- | ------------------------------ | --------------------- |
| Num                   | Ciclista                       | Pos                   |
| 21                    | Rasa Leleivytė (LTU) (estrada) | 27.                   |
| 22                    | Sofia Beggin (ITA)             | 56.                   |
| 23                    | Michela Balducci (ITA)         | 26.                   |
| 24                    | Carmela Cipriani (ITA)         | DNF                   |
| 25                    | Letizia Borghesi (ITA)         | HD                    |
| 26                    | Giulia Marchesini (ITA)        | DNF                   |

| Bepink BPK | Bepink BPK                       | Bepink BPK |
| ---------- | -------------------------------- | ---------- |
| Num        | Ciclista                         | Pos        |
| 31         | Tatiana Guderzo (ITA)            | 12.        |
| 32         | Katia Ragusa (ITA)               | 51.        |
| 33         | Tereza Medveďová (SVK) (estrada) | DNF        |
| 34         | Chiara Perini (ITA)              | DNF        |
| 35         | Silvia Zanardi (ITA)             | DNF        |
| 36         | Vania Canvelli (ITA)             | DNF        |

| Bigla BIG | Bigla BIG                     | Bigla BIG |
| --------- | ----------------------------- | --------- |
| Num       | Ciclista                      | Pos       |
| 41        | Cecilie Uttrup Ludwig (DEN)   | 5.        |
| 42        | Nicole Hanselmann (SUI)       | HD        |
| 43        | Elise Chabbey (SUI)           | 48.       |
| 44        | Mikayla Harvey (NZL)          | HD        |
| 45        | Leah Thomas (USA)             | 17.       |
| 46        | Maria Vittoria Sperotto (ITA) | HD        |

| BTC City Ljubljana BTC | BTC City Ljubljana BTC   | BTC City Ljubljana BTC |
| ---------------------- | ------------------------ | ---------------------- |
| Num                    | Ciclista                 | Pos                    |
| 51                     | Hanna Nilsson (SWE)      | DNF                    |
| 52                     | Eugenia Bujak (SLO)      | 54.                    |
| 53                     | Maaike Boogaard (NED)    | DNF                    |
| 54                     | Anastasia Chursina (RUS) | 24.                    |
| 55                     | Urška Žigart (SLO)       | DNF                    |
| 56                     | Anja Longyka (SLO)       | DNF                    |

| Canyon-SRAM Racing CSR | Canyon-SRAM Racing CSR           | Canyon-SRAM Racing CSR |
| ---------------------- | -------------------------------- | ---------------------- |
| Num                    | Ciclista                         | Pos                    |
| 61                     | Elena Cecchini (ITA)             | 43.                    |
| 62                     | Alena Amialiusik (BLR) (estrada) | 21.                    |
| 63                     | Hannah Barnes (GBR)              | 39.                    |
| 64                     | Tiffany Cromwell (AUS)           | 42.                    |
| 65                     | Hannah Ludwig (GER)              | HD                     |
| 66                     | Katarzyna Niewiadoma (POL)       | 3.                     |

| CCC-Liv CCC | CCC-Liv CCC                            | CCC-Liv CCC |
| ----------- | -------------------------------------- | ----------- |
| Num         | Ciclista                               | Pos         |
| 71          | Marianne Vos (NED)                     | 7.          |
| 72          | Jeanne Korevaar (NED)                  | 19.         |
| 73          | Riejanne Markus (NED)                  | 41.         |
| 74          | Ashleigh Moolman Pasio (RSA) (estrada) | 6.          |
| 75          | Pauliena Rooijakkers (NED)             | 44.         |
| 76          | Agnieszka Skalniak-Sójka (POL)         | HD          |

| Eurotarget-Bianchi-Vitasana SBT | Eurotarget-Bianchi-Vitasana SBT | Eurotarget-Bianchi-Vitasana SBT |
| ------------------------------- | ------------------------------- | ------------------------------- |
| Num                             | Ciclista                        | Pos                             |
| 82                              | Debora Silvestri (ITA)          | HD                              |
| 83                              | Elena Franchi (ITA)             | DNF                             |
| 84                              | Alice Gasparini (ITA)           | DNF                             |
| 85                              | Lisa Morzenti (ITA)             | DNF                             |
| 86                              | Beatrice Rossato (ITA)          | DNF                             |

| FDJ-Nouvelle Aquitaine-Futuroscope FDJ | FDJ-Nouvelle Aquitaine-Futuroscope FDJ | FDJ-Nouvelle Aquitaine-Futuroscope FDJ |
| -------------------------------------- | -------------------------------------- | -------------------------------------- |
| Num                                    | Ciclista                               | Pos                                    |
| 91                                     | Shara Gillow (AUS)                     | 18.                                    |
| 92                                     | Charlotte Bravard (FRA)                | DNF                                    |
| 93                                     | Maëlle Grossetête (FRA)                | DNF                                    |
| 94                                     | Victorie Guilman (FRA)                 | HD                                     |
| 95                                     | Évita Muzic (FRA)                      | 36.                                    |
| 96                                     | Greta Richioud (FRA)                   | 59.                                    |

| Lotto Soudal Ladies LSL | Lotto Soudal Ladies LSL      | Lotto Soudal Ladies LSL |
| ----------------------- | ---------------------------- | ----------------------- |
| Num                     | Ciclista                     | Pos                     |
| 101                     | Annelies Dom (BEL) (estrada) | HD                      |
| 102                     | Dani Christmas (GBR)         | HD                      |
| 103                     | Demi de Jong (NED)           | DNF                     |
| 104                     | Marie Dessart (BEL)          | DNF                     |
| 105                     | Puck Moonen (NED)            | DNF                     |
| 106                     | Julie Van de Velde (BEL)     | 22.                     |

| Mitchelton-Scott MTS | Mitchelton-Scott MTS       | Mitchelton-Scott MTS |
| -------------------- | -------------------------- | -------------------- |
| Num                  | Ciclista                   | Pos                  |
| 111                  | Annemiek van Vleuten (NED) | 1.                   |
| 112                  | Grace Brown (AUS)          | 52.                  |
| 113                  | Lucy Kennedy (AUS)         | 25.                  |
| 114                  | Amanda Spratt (AUS)        | DNF                  |
| 115                  | Jessica Allen (AUS)        | 57.                  |
| 116                  | Georgia Williams (NZL)     | DNF                  |

| Movistar Team MOV | Movistar Team MOV                   | Movistar Team MOV |
| ----------------- | ----------------------------------- | ----------------- |
| Num               | Ciclista                            | Pos               |
| 121               | Aude Biannic (FRA) (estrada)        | 15.               |
| 122               | Alicia González Blanco (ESP)        | 45.               |
| 123               | Gloria Rodríguez Sánchez (ESP)      | HD                |
| 124               | Małgorzata Jasińska (POL) (estrada) | 33.               |
| 125               | Lourdes Oyarbide (ESP)              | HD                |
| 126               | Paula Patiño (COL)                  | HD                |

| Servetto-Piumate-Beltrami TSA SER | Servetto-Piumate-Beltrami TSA SER | Servetto-Piumate-Beltrami TSA SER |
| --------------------------------- | --------------------------------- | --------------------------------- |
| Num                               | Ciclista                          | Pos                               |
| 131                               | Sara Casasola (ITA)               | DNF                               |
| 132                               | Markéta Hájková (CZE)             | DNF                               |
| 133                               | Kseniya Dobrynina (RUS)           | DNF                               |
| 134                               | Mónika Király (HUN)               | DNF                               |
| 135                               | Anna Potokina (RUS)               | HD                                |
| 136                               | Yevheniya Vysotska (UKR)          | DNF                               |

| Sunweb SUN | Sunweb SUN                    | Sunweb SUN |
| ---------- | ----------------------------- | ---------- |
| Num        | Ciclista                      | Pos        |
| 141        | Lucinda Brand (NED)           | 29.        |
| 142        | Janneke Ensing (NED)          | 8.         |
| 143        | Leah Kirchmann (CAN)          | 53.        |
| 144        | Juliette Labous (FRA)         | 50.        |
| 145        | Liane Lippert (GER) (estrada) | 38.        |
| 146        | Coryn Rivera (USA) (estrada)  | 60.        |

| Tibco-Silicon Valley Bank TIB | Tibco-Silicon Valley Bank TIB | Tibco-Silicon Valley Bank TIB |
| ----------------------------- | ----------------------------- | ----------------------------- |
| Num                           | Ciclista                      | Pos                           |
| 151                           | Alison Jackson (CAN)          | 47.                           |
| 153                           | Íngrid Drexel (MEX) (estrada) | DNF                           |
| 154                           | Nina Kessler (NED)            | DNF                           |
| 155                           | Kendall Ryan (USA)            | DNF                           |
| 156                           | Rozanne Slik (NED)            | HD                            |

| Virtu Cycling Women TVC | Virtu Cycling Women TVC           | Virtu Cycling Women TVC |
| ----------------------- | --------------------------------- | ----------------------- |
| Num                     | Ciclista                          | Pos                     |
| 161                     | Marta Bastianelli (ITA) (estrada) | 4.                      |
| 162                     | Sofia Bertizzolo (ITA)            | 49.                     |
| 163                     | Barbara Guarischi (ITA)           | 58.                     |
| 164                     | Anouska Koster (NED)              | 31.                     |
| 165                     | Rachel Neylan (AUS)               | 30.                     |
| 166                     | Sara Penton (SWE)                 | HD                      |

| Top Girls Fassa Bortolo TOP | Top Girls Fassa Bortolo TOP | Top Girls Fassa Bortolo TOP |
| --------------------------- | --------------------------- | --------------------------- |
| Num                         | Ciclista                    | Pos                         |
| 171                         | Laura Tomasi (ITA)          | HD                          |
| 172                         | Elisa Dalla Valle (ITA)     | DNF                         |
| 173                         | Elena Leonardi (ITA)        | DNF                         |
| 174                         | Greta Marturano (ITA)       | HD                          |
| 175                         | Maja Perinovic (CRO)        | DNF                         |
| 176                         | Martina Stefani (ITA)       | DNF                         |

| Trek-Segafredo TFS | Trek-Segafredo TFS        | Trek-Segafredo TFS |
| ------------------ | ------------------------- | ------------------ |
| Num                | Ciclista                  | Pos                |
| 181                | Lauretta Hanson (AUS)     | HD                 |
| 182                | Audrey Cordon-Ragot (FRA) | 20.                |
| 183                | Anna Plichta (POL)        | HD                 |
| 184                | Ellen van Dijk (NED)      | 16.                |
| 185                | Tayler Wiles (USA)        | 37.                |
| 186                | Ruth Winder (USA)         | 11.                |

| Valcar Cylance VAL | Valcar Cylance VAL              | Valcar Cylance VAL |
| ------------------ | ------------------------------- | ------------------ |
| Num                | Ciclista                        | Pos                |
| 191                | Marta Cavalli (ITA) (estrada)   | 40.                |
| 192                | Maria Giulia Confalonieri (ITA) | DNF                |
| 193                | Vittoria Guazzini (ITA)         | DNF                |
| 194                | Asja Paladin (ITA)              | DNF                |
| 195                | Silvia Persico (ITA)            | DNF                |
| 196                | Ilaria Sanguineti (ITA)         | DNF                |

| WNT-Rotor Pro Cycling WNT | WNT-Rotor Pro Cycling WNT     | WNT-Rotor Pro Cycling WNT |
| ------------------------- | ----------------------------- | ------------------------- |
| Num                       | Ciclista                      | Pos                       |
| 201                       | Gabrielle Pilote Fortin (CAN) | DNF                       |
| 202                       | Claudia Koster (NED)          | 28.                       |
| 203                       | Clara Koppenburg (GER)        | 23.                       |
| 204                       | Erica Magnaldi (ITA)          | 46.                       |
| 205                       | Sarah Rijkes (AUT)            | DNF                       |
| 206                       | Lara Vieceli (ITA)            | 55.                       |

| Boels Dolmans DLT | Boels Dolmans DLT                    | Boels Dolmans DLT |
| ----------------- | ------------------------------------ | ----------------- |
| Num               | Ciclista                             | Pos               |
| 1                 | Anna van der Breggen (NED) (estrada) | 9.                |
| 2                 | Chantal Blaak (NED)                  | 10.               |
| 3                 | Karol-Ann Canuel (CAN)               | 34.               |
| 4                 | Jip van den Bos (NED)                | 35.               |
| 5                 | Annika Langvad (DEN)                 | 2.                |
| 6                 | Christine Majerus (LUX) (estrada)    | HD                |

| Alé Cipollini ALE | Alé Cipollini ALE            | Alé Cipollini ALE |
| ----------------- | ---------------------------- | ----------------- |
| Num               | Ciclista                     | Pos               |
| 11                | Nadia Quagliotto (ITA)       | DNF               |
| 12                | Romy Kasper (GER)            | 32.               |
| 13                | Diana Peñuela (COL)          | HD                |
| 14                | Soraya Paladin (ITA)         | 14.               |
| 15                | Jelena Erić (SRB)            | HD                |
| 16                | Eri Yonamine (JPN) (estrada) | 13.               |

| Aromitalia Vaiano VAI | Aromitalia Vaiano VAI          | Aromitalia Vaiano VAI |
| --------------------- | ------------------------------ | --------------------- |
| Num                   | Ciclista                       | Pos                   |
| 21                    | Rasa Leleivytė (LTU) (estrada) | 27.                   |
| 22                    | Sofia Beggin (ITA)             | 56.                   |
| 23                    | Michela Balducci (ITA)         | 26.                   |
| 24                    | Carmela Cipriani (ITA)         | DNF                   |
| 25                    | Letizia Borghesi (ITA)         | HD                    |
| 26                    | Giulia Marchesini (ITA)        | DNF                   |

| Bepink BPK | Bepink BPK                       | Bepink BPK |
| ---------- | -------------------------------- | ---------- |
| Num        | Ciclista                         | Pos        |
| 31         | Tatiana Guderzo (ITA)            | 12.        |
| 32         | Katia Ragusa (ITA)               | 51.        |
| 33         | Tereza Medveďová (SVK) (estrada) | DNF        |
| 34         | Chiara Perini (ITA)              | DNF        |
| 35         | Silvia Zanardi (ITA)             | DNF        |
| 36         | Vania Canvelli (ITA)             | DNF        |

| Bigla BIG | Bigla BIG                     | Bigla BIG |
| --------- | ----------------------------- | --------- |
| Num       | Ciclista                      | Pos       |
| 41        | Cecilie Uttrup Ludwig (DEN)   | 5.        |
| 42        | Nicole Hanselmann (SUI)       | HD        |
| 43        | Elise Chabbey (SUI)           | 48.       |
| 44        | Mikayla Harvey (NZL)          | HD        |
| 45        | Leah Thomas (USA)             | 17.       |
| 46        | Maria Vittoria Sperotto (ITA) | HD        |

| BTC City Ljubljana BTC | BTC City Ljubljana BTC   | BTC City Ljubljana BTC |
| ---------------------- | ------------------------ | ---------------------- |
| Num                    | Ciclista                 | Pos                    |
| 51                     | Hanna Nilsson (SWE)      | DNF                    |
| 52                     | Eugenia Bujak (SLO)      | 54.                    |
| 53                     | Maaike Boogaard (NED)    | DNF                    |
| 54                     | Anastasia Chursina (RUS) | 24.                    |
| 55                     | Urška Žigart (SLO)       | DNF                    |
| 56                     | Anja Longyka (SLO)       | DNF                    |

| Canyon-SRAM Racing CSR | Canyon-SRAM Racing CSR           | Canyon-SRAM Racing CSR |
| ---------------------- | -------------------------------- | ---------------------- |
| Num                    | Ciclista                         | Pos                    |
| 61                     | Elena Cecchini (ITA)             | 43.                    |
| 62                     | Alena Amialiusik (BLR) (estrada) | 21.                    |
| 63                     | Hannah Barnes (GBR)              | 39.                    |
| 64                     | Tiffany Cromwell (AUS)           | 42.                    |
| 65                     | Hannah Ludwig (GER)              | HD                     |
| 66                     | Katarzyna Niewiadoma (POL)       | 3.                     |

| CCC-Liv CCC | CCC-Liv CCC                            | CCC-Liv CCC |
| ----------- | -------------------------------------- | ----------- |
| Num         | Ciclista                               | Pos         |
| 71          | Marianne Vos (NED)                     | 7.          |
| 72          | Jeanne Korevaar (NED)                  | 19.         |
| 73          | Riejanne Markus (NED)                  | 41.         |
| 74          | Ashleigh Moolman Pasio (RSA) (estrada) | 6.          |
| 75          | Pauliena Rooijakkers (NED)             | 44.         |
| 76          | Agnieszka Skalniak-Sójka (POL)         | HD          |

| Eurotarget-Bianchi-Vitasana SBT | Eurotarget-Bianchi-Vitasana SBT | Eurotarget-Bianchi-Vitasana SBT |
| ------------------------------- | ------------------------------- | ------------------------------- |
| Num                             | Ciclista                        | Pos                             |
| 82                              | Debora Silvestri (ITA)          | HD                              |
| 83                              | Elena Franchi (ITA)             | DNF                             |
| 84                              | Alice Gasparini (ITA)           | DNF                             |
| 85                              | Lisa Morzenti (ITA)             | DNF                             |
| 86                              | Beatrice Rossato (ITA)          | DNF                             |

| FDJ-Nouvelle Aquitaine-Futuroscope FDJ | FDJ-Nouvelle Aquitaine-Futuroscope FDJ | FDJ-Nouvelle Aquitaine-Futuroscope FDJ |
| -------------------------------------- | -------------------------------------- | -------------------------------------- |
| Num                                    | Ciclista                               | Pos                                    |
| 91                                     | Shara Gillow (AUS)                     | 18.                                    |
| 92                                     | Charlotte Bravard (FRA)                | DNF                                    |
| 93                                     | Maëlle Grossetête (FRA)                | DNF                                    |
| 94                                     | Victorie Guilman (FRA)                 | HD                                     |
| 95                                     | Évita Muzic (FRA)                      | 36.                                    |
| 96                                     | Greta Richioud (FRA)                   | 59.                                    |

| Lotto Soudal Ladies LSL | Lotto Soudal Ladies LSL      | Lotto Soudal Ladies LSL |
| ----------------------- | ---------------------------- | ----------------------- |
| Num                     | Ciclista                     | Pos                     |
| 101                     | Annelies Dom (BEL) (estrada) | HD                      |
| 102                     | Dani Christmas (GBR)         | HD                      |
| 103                     | Demi de Jong (NED)           | DNF                     |
| 104                     | Marie Dessart (BEL)          | DNF                     |
| 105                     | Puck Moonen (NED)            | DNF                     |
| 106                     | Julie Van de Velde (BEL)     | 22.                     |

| Mitchelton-Scott MTS | Mitchelton-Scott MTS       | Mitchelton-Scott MTS |
| -------------------- | -------------------------- | -------------------- |
| Num                  | Ciclista                   | Pos                  |
| 111                  | Annemiek van Vleuten (NED) | 1.                   |
| 112                  | Grace Brown (AUS)          | 52.                  |
| 113                  | Lucy Kennedy (AUS)         | 25.                  |
| 114                  | Amanda Spratt (AUS)        | DNF                  |
| 115                  | Jessica Allen (AUS)        | 57.                  |
| 116                  | Georgia Williams (NZL)     | DNF                  |

| Movistar Team MOV | Movistar Team MOV                   | Movistar Team MOV |
| ----------------- | ----------------------------------- | ----------------- |
| Num               | Ciclista                            | Pos               |
| 121               | Aude Biannic (FRA) (estrada)        | 15.               |
| 122               | Alicia González Blanco (ESP)        | 45.               |
| 123               | Gloria Rodríguez Sánchez (ESP)      | HD                |
| 124               | Małgorzata Jasińska (POL) (estrada) | 33.               |
| 125               | Lourdes Oyarbide (ESP)              | HD                |
| 126               | Paula Patiño (COL)                  | HD                |

| Servetto-Piumate-Beltrami TSA SER | Servetto-Piumate-Beltrami TSA SER | Servetto-Piumate-Beltrami TSA SER |
| --------------------------------- | --------------------------------- | --------------------------------- |
| Num                               | Ciclista                          | Pos                               |
| 131                               | Sara Casasola (ITA)               | DNF                               |
| 132                               | Markéta Hájková (CZE)             | DNF                               |
| 133                               | Kseniya Dobrynina (RUS)           | DNF                               |
| 134                               | Mónika Király (HUN)               | DNF                               |
| 135                               | Anna Potokina (RUS)               | HD                                |
| 136                               | Yevheniya Vysotska (UKR)          | DNF                               |

| Sunweb SUN | Sunweb SUN                    | Sunweb SUN |
| ---------- | ----------------------------- | ---------- |
| Num        | Ciclista                      | Pos        |
| 141        | Lucinda Brand (NED)           | 29.        |
| 142        | Janneke Ensing (NED)          | 8.         |
| 143        | Leah Kirchmann (CAN)          | 53.        |
| 144        | Juliette Labous (FRA)         | 50.        |
| 145        | Liane Lippert (GER) (estrada) | 38.        |
| 146        | Coryn Rivera (USA) (estrada)  | 60.        |

| Tibco-Silicon Valley Bank TIB | Tibco-Silicon Valley Bank TIB | Tibco-Silicon Valley Bank TIB |
| ----------------------------- | ----------------------------- | ----------------------------- |
| Num                           | Ciclista                      | Pos                           |
| 151                           | Alison Jackson (CAN)          | 47.                           |
| 153                           | Íngrid Drexel (MEX) (estrada) | DNF                           |
| 154                           | Nina Kessler (NED)            | DNF                           |
| 155                           | Kendall Ryan (USA)            | DNF                           |
| 156                           | Rozanne Slik (NED)            | HD                            |

| Virtu Cycling Women TVC | Virtu Cycling Women TVC           | Virtu Cycling Women TVC |
| ----------------------- | --------------------------------- | ----------------------- |
| Num                     | Ciclista                          | Pos                     |
| 161                     | Marta Bastianelli (ITA) (estrada) | 4.                      |
| 162                     | Sofia Bertizzolo (ITA)            | 49.                     |
| 163                     | Barbara Guarischi (ITA)           | 58.                     |
| 164                     | Anouska Koster (NED)              | 31.                     |
| 165                     | Rachel Neylan (AUS)               | 30.                     |
| 166                     | Sara Penton (SWE)                 | HD                      |

| Top Girls Fassa Bortolo TOP | Top Girls Fassa Bortolo TOP | Top Girls Fassa Bortolo TOP |
| --------------------------- | --------------------------- | --------------------------- |
| Num                         | Ciclista                    | Pos                         |
| 171                         | Laura Tomasi (ITA)          | HD                          |
| 172                         | Elisa Dalla Valle (ITA)     | DNF                         |
| 173                         | Elena Leonardi (ITA)        | DNF                         |
| 174                         | Greta Marturano (ITA)       | HD                          |
| 175                         | Maja Perinovic (CRO)        | DNF                         |
| 176                         | Martina Stefani (ITA)       | DNF                         |

| Trek-Segafredo TFS | Trek-Segafredo TFS        | Trek-Segafredo TFS |
| ------------------ | ------------------------- | ------------------ |
| Num                | Ciclista                  | Pos                |
| 181                | Lauretta Hanson (AUS)     | HD                 |
| 182                | Audrey Cordon-Ragot (FRA) | 20.                |
| 183                | Anna Plichta (POL)        | HD                 |
| 184                | Ellen van Dijk (NED)      | 16.                |
| 185                | Tayler Wiles (USA)        | 37.                |
| 186                | Ruth Winder (USA)         | 11.                |

| Valcar Cylance VAL | Valcar Cylance VAL              | Valcar Cylance VAL |
| ------------------ | ------------------------------- | ------------------ |
| Num                | Ciclista                        | Pos                |
| 191                | Marta Cavalli (ITA) (estrada)   | 40.                |
| 192                | Maria Giulia Confalonieri (ITA) | DNF                |
| 193                | Vittoria Guazzini (ITA)         | DNF                |
| 194                | Asja Paladin (ITA)              | DNF                |
| 195                | Silvia Persico (ITA)            | DNF                |
| 196                | Ilaria Sanguineti (ITA)         | DNF                |

| WNT-Rotor Pro Cycling WNT | WNT-Rotor Pro Cycling WNT     | WNT-Rotor Pro Cycling WNT |
| ------------------------- | ----------------------------- | ------------------------- |
| Num                       | Ciclista                      | Pos                       |
| 201                       | Gabrielle Pilote Fortin (CAN) | DNF                       |
| 202                       | Claudia Koster (NED)          | 28.                       |
| 203                       | Clara Koppenburg (GER)        | 23.                       |
| 204                       | Erica Magnaldi (ITA)          | 46.                       |
| 205                       | Sarah Rijkes (AUT)            | DNF                       |
| 206                       | Lara Vieceli (ITA)            | 55.                       |

Convenções:
- AB-N: Abandono na etapa "N"
- FLT-N: Retiro por chegada fora do limite de tempo na etapa "N"
- NTS-N: Não tomou a saída para a etapa "N"
- DES-N: Desclassificado ou expulsado na etapa "N"

## UCI WorldTour Feminino
A Strade Bianche feminina outorgou pontos para o UCI WorldTour Feminino de 2019 e o UCI World Ranking Feminino, incluindo a todas as corredoras das equipas nas categorias UCI Team Feminino. As seguintes tabelas mostram o barómetro de pontuação e as 10 corredoras que obtiveram mais pontos:
| Posição   | 1.ª | 2.ª | 3.ª | 4.ª | 5.ª | 6.ª | 7.ª | 8.ª | 9.ª | 10.ª | 11.ª | 12.ª | 13.ª | 14.ª | 15.ª | 16.ª-30.ª | 31.ª-40.ª |
| Pontuação | 200 | 150 | 125 | 100 | 85  | 70  | 60  | 50  | 40  | 35   | 30   | 25   | 20   | 15   | 10   | 5         | 3         |

| Classificação |                       |                    |        |
| Posição       | Ciclista              | Equipo             | Pontos |
| ------------- | --------------------- | ------------------ | ------ |
| 1.ª           | Annemiek van Vleuten  | Mitchelton-Scott   | 200    |
| 2.ª           | Annika Langvad        | Boels-Dolmans      | 150    |
| 3.ª           | Katarzyna Niewiadoma  | Canyon SRAM Racing | 125    |
| 4.ª           | Marta Bastianelli     | Virtu              | 100    |
| 5.ª           | Cecilie Uttrup Ludwig | Bigla              | 85     |
| 6.ª           | Ashleigh Moolman      | CCC-Liv            | 70     |
| 7.ª           | Marianne Vos          | CCC-Liv            | 60     |
| 8.ª           | Janneke Ensing        | Sunweb             | 50     |
| 9.ª           | Anna van der Breggen  | Boels-Dolmans      | 40     |
| 10.ª          | Chantal Blaak         | Boels-Dolmans      | 35     |